# Fekete István (evangélikus püspök)
Szenci Fekete István (Szenc, 1634? – Kőszeg, 1692?) a Dunántúli evangélikus egyházkerület szuperintendense (azaz püspöke) 1669-től 1681-ig, városbíró, költő.

## Élete
1658. szeptember 18-ától a wittenbergi egyetem hallgatója volt. Innét hazájába visszatérve, 1662-től Kőszegen iskola-rektor volt, később ugyanott diakónus (második lelkész), majd 1669 tavaszán főlelkész és 1669. június 28-án a büki zsinaton a Dunántúli Evangélikus Egyházkerület püspökének választották meg. A vallásüldözés előtt állhatatos híve volt egyházának; ezen hite miatt, midőn 1673-ban a pozsonyi törvényszék elé idéztetett, ott nem jelent meg, hanem ősszel inkább önkéntes száműzetésbe ment. Vándorlásában megfordult Dániában, Svéd- és Szászországban, végül Naumburgban, Türingiában telepedett le, ahol Móric herceg, az ottani püspökség adminisztrátora pártfogásába vette. 1674. április 29-én magisterré avatták Wittenbergben. 1679-ben visszatért hazájába és Ostffi Istvánnál Asszonyfalván húzta meg magát és az ifjúságot tanította, sőt egyházi szónoklatokat is tartott, amiért is az Ostffi-féle kastélyt katonák támadták meg; ekkor többen megölettek vagy elfogattak; Fekete futásban keresett menekvést, de őt is elfogták és Pozsonyba hurcolták, ahol végül sok zaklatást követően 1681. március 30-án katolikus hitre tért. Előbb Kőszegen tanácsos, majd bíró lett.

## Munkái
- Symbolum grati animi seu par concionum sacrarum civitatis Naumburgensis collegio sacrarum. Jenae, 1676.
- Trifolium Sacrum… das ist Geistliches Kleeblat, vorstellend die allernäheste Ursach der Trübsal des Volks Gottes und der Verwüstung ihrer Landschaften, vermittelst einer Buss-Predigt. Jenae, 1677. (Magyar ajánlással Kőszeg városában régi hallgatóinak.)
- Speculum Lacrymarum Christi et excidii Hierosolymitani. Jenae, 1679. (Naumburgban mondott egyházi beszéd.)
- Lelki nyugosztalo orak, Avagy Három száz házi és asztali Elmelkedesek. Melyeket Elsőbe D. Henrich Müller, Rostocki Nehai Nevezetes Professor… Német nyelven botsátott ki, most pedig, némelly igaz és áhitatos Keresztyéneknek kérésekre, Magyar nyelvre fordított Szentzi Fekete István, Kőszeg Városának néhai Lelki Tanittója és Alsó Magyar Országban, Augustana Confession lévő Ecclesiáknak Superintendense. Lőcse, év n. (12 rét 1284 lap, elül: cziml., előljáró beszéd, mutató tábla 18; végül: Oktatás és utmutatás 18 sztlan levél.)

Latin körlevelét, melyet Kőszegen 1669. okt. irt, egy 1743. másolat után, mely a wittenbergi könyvtárban van meg. Klein (Nachrichten II. 154. l.) közli
Günther Dávid theologusnak az iglói ág. evang. főgymnasium könyvtárában levő emlékkönyvében van egy emlékverse, mely 1661. febr. 2. Wittenbergben kelt.